# Zwartrugdwergijsvogel
De zwartrugdwergijsvogel (Ceyx erithaca) is een vogel uit de familie van de ijsvogels (Alcedinidae). De wetenschappelijke naam van de soort werd in 1758 als Alcedo erithaca gepubliceerd door Carl Linnaeus. Deze soort komt voor in tropisch regenwoud op het Indisch subcontinent en Zuidoost-Azië.

## Veldkenmerken
De zwartrugdwergijsvogel is 12,5 tot 14 cm lang. De vogel heeft een gele borst en buik en is donkerblauw met zwart op de vleugels. De rug en de stuit zijn roze-rood; de snavel is vrij fors en oranjerood evenals de bovenkant van de kop.

## Verspreiding en leefgebied
De IOC World Bird List onderscheidt twee ondersoorten:
- C. e. erithaca:  van noordoostelijk India tot in het zuidoosten van China en in Indochina. Daarnaast in een smalle strook langs de westkust van India en op Sri Lanka
- C. e. macrocarus: Andamanen en Nicobaren.

De soort is een ijsvogel van beekgeleidende ondergroei in regenwoud in laagland. 

## Status
De soort heeft een groot verspreidingsgebied en de grootte van de populatie is niet gekwantificeerd. De populaties gaan door ontbossingen in aantal achteruit. In het verspreidingsgebied is tussen 2013 en 2023 gemiddeld 15% van het oerbos verloren gegaan. Om deze redenen staat deze dwergijsvogel als gevoelig op de Rode Lijst van de IUCN.